# Ralph Tambs Lyche
Ralph Tambs-Lyche (Macon, Geórgia, Estados Unidos, 6 de setembro de 1890 – 15 de janeiro de 1991) foi um matemático norueguês.

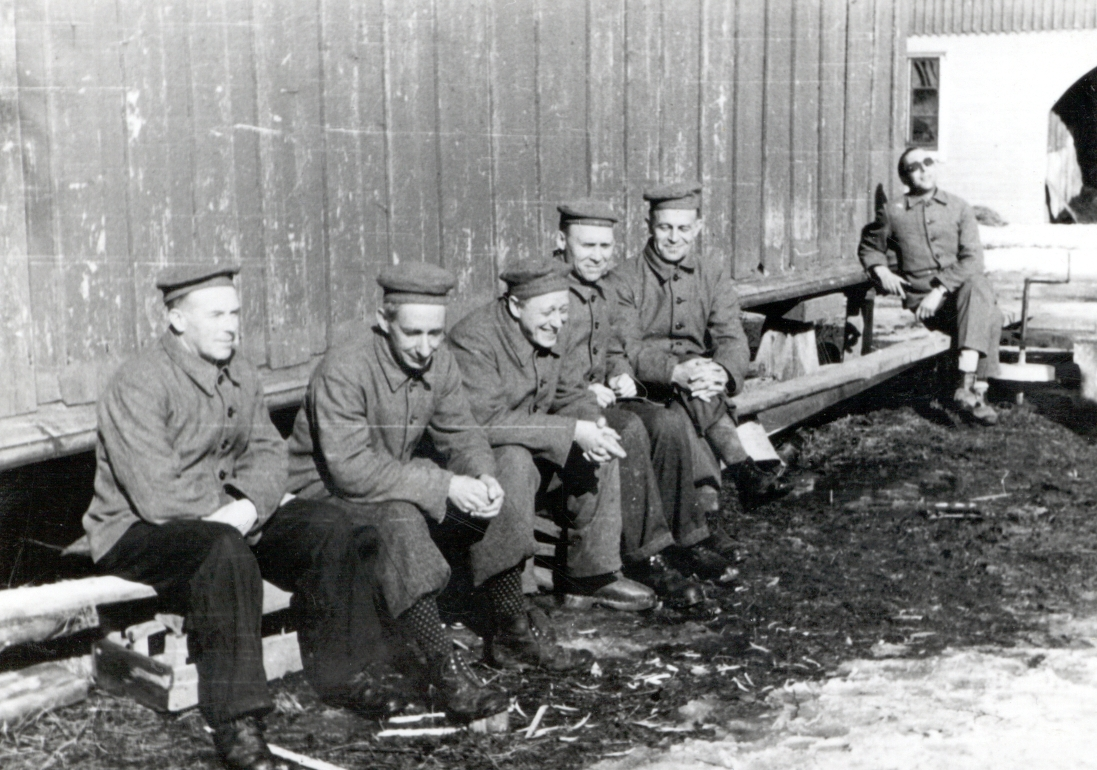
Tambs-Lyche (segundo a partir da esquerda) com um grupo de prisioneiros no Campo de Concentração de Falstad em 1942

Filho de pai norueguês Hans Tambs Lyche (1859–1898) e mãe estadunidense Mary Rebecca Godden (1856–1938). Mudou-se para a Noruega aos dois anos de idade. Obteve o examen artium em Fredrikstad em 1908, sendo contratado como assistente de Richard Birkeland no Instituto Norueguês de Tecnologia em 1910. Ao mesmo tempo estudou na Universidade de Oslo, obtendo a graduação em 1916.
Foi docente de matemática do Instituto Norueguês de Tecnologia em 1918. Obteve um doutorado em Estrasburgo em 1927. Foi professor da Universidade de Oslo até aposentar-se em 1961, sendo depois professor visitante da Universidade do Colorado em Boulder, de 1961 a 1962. Suas áreas de trabalho foram análise matemática, análise complexa, álgebra e teoria dos números.
Foi palestrante do Congresso Internacional de Matemáticos em Bolonha (1928) e Oslo (1936).